# ゾイドインフィニティ

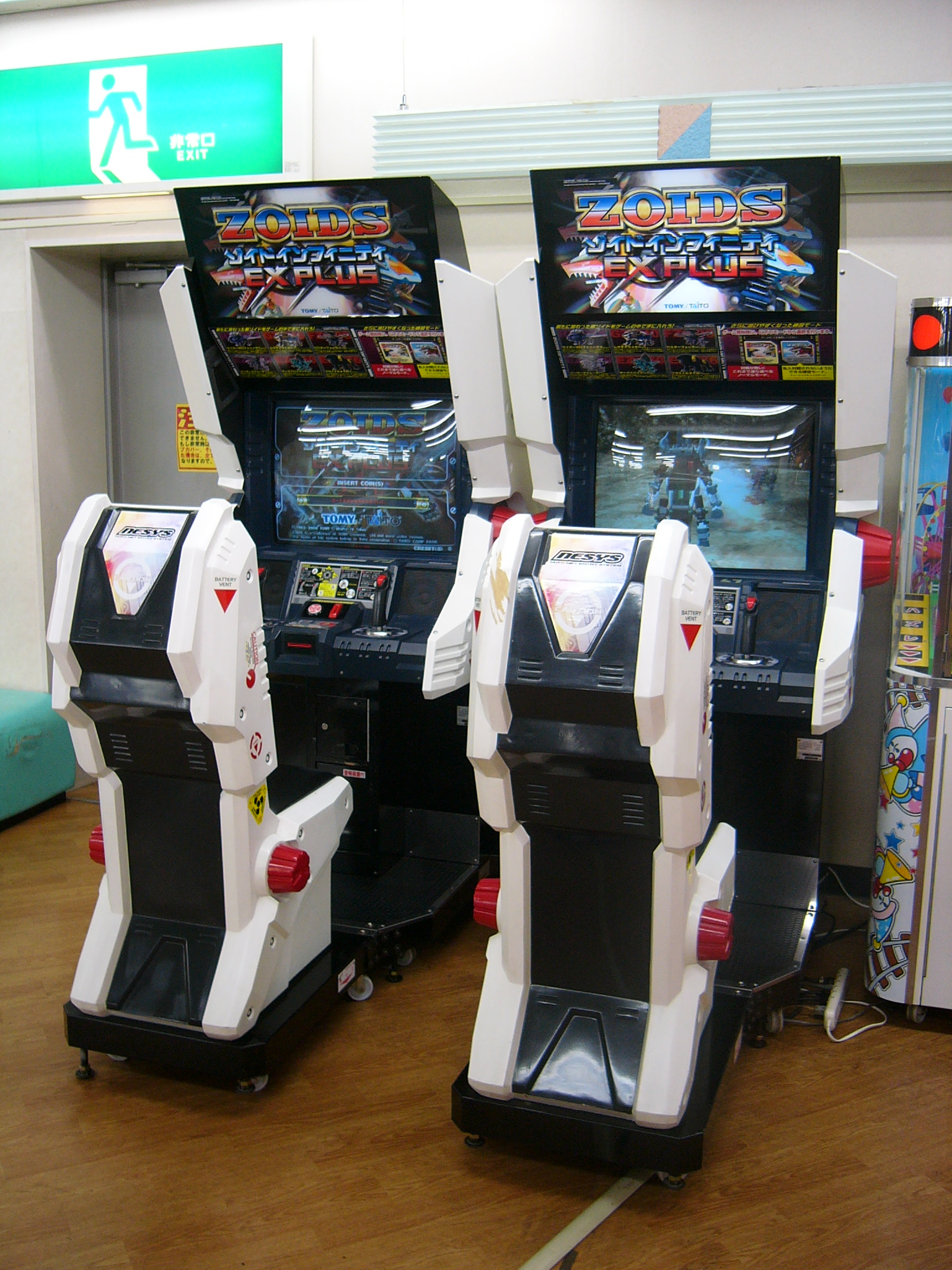
ゾイドインフィニティEX PLUS

『ゾイドインフィニティ』は、2004年に稼動開始した、タカラトミーの玩具「ゾイド」を題材にした日本の対戦アクションアーケードゲームである。企画開発はタイトーおよび翔泳社。

## 作品解説
ゾイド初となるIDカードを使用した対戦アーケードゲーム。ZOIDS VS.シリーズとは異なり1on1基本となり、バトルポイント（BP）を溜め、階級を上げて、乗り換え用アイテムを手に入れ上位機種に乗り換える（所有ゾイドは専用カードで管理を行う）。自分の所属する国家は、ヘリック共和国・ガイロス帝国・ネオゼネバス帝国の3つから選ぶ。
バージョンアップ版として『ゾイドインフィニティEX』を経て、2006年夏から『ゾイドインフィニティEX PLUS』が稼動している。
家庭用ゲーム機向け移植版として2005年2月にPlayStation 2で『ゾイドインフィニティフューザーズ』、2006年春にXbox 360版として『ゾイドインフィニティEX NEO』が発売されている（早期購入特典として『フューザーズ』にはインフィニティレオ、『EX NEO』にはジェノザウラーブロックスのキットが同梱されていた）。なお、TVゲーム版ではその他のシリーズに登場したゾイドがいくつか新たに追加されており、さらにアーケード版とは一部のゾイドの入手条件が異なるものもある。
ストーリーとシステムは機種によって微妙に違いがあり、『フューザーズ』はアーケード版のシナリオモードだけでなく、独自のシナリオモードが収録されていて、さらにサバイバルモードやハンティングモードなど独自のモードも導入されているが、『EX NEO』はアーケード版の完全移植ということでXBOX Live機能を用いた通信対戦モードのみになっている。
アーケード版は2010年4月1日をもってネットワークサービスを終了した。

## 筐体とカードシステム
一般的に2台のコクピット型筐体とカード販売とカードの情報をメンテナンスする端末（カスタマイズベンダー）のセットで設置されている。
操作はツインスティック式のもので、左右どちらかのレバーを倒した方に移動、ブーストボタンを押しながらレバーを倒すとダッシュ、両方同時に倒すとその方向へステップをする。武装はスロット1,4に装備されている物は右のレバーのボタン、2,5に装備されている物は左のボタンを、3に装備されている物は同時押しで使用する。このスロットは左右同時押しで切り替えることが出来る。また、左右スロット同時押し+レバーを左右反対方向に倒すとそのゾイドの必殺技が使える。
継続してプレイする場合、端末で専用カードを購入し、そのカードにゲームの進行状態、所有ゾイド、および装備品などを記録することで所有ゾイドをカスタマイズし使用することが出来る。磁気カードには使用期限（使用回数）が決められており、使用期限が過ぎた場合は新しいカードにデータを引き継ぐ必要がある（また、ゾイド自体の乗り換えも新しいカードへの引継ぎで行う）。また、最後にカードを使用した日から60日経過するとカードの情報自体が無効となり更新も不可能となるので注意が必要である。
また、専用カードの情報をZOIDS.INF.NETのゾイドベースで登録することでパソコン向けサイト、携帯電話コンテンツとの連動（ゾイドのカスタマイズやランキング閲覧）も可能となっている（有料）。

## 舞台とストーリー
ヘリック共和国とゼネバス帝国とが最終決戦を行い、さらにガイロス帝国によってゼネバス帝国が滅亡した中央大陸西北方のニカイドス島が舞台である。そこに軍の任務でやってきた主人公（顔グラフィック、名前は無い）と戦友のチャクトが古代ゾイド人である少女カノンと出会い、島で危険な研究を進めるザルカの野望を阻止するというのがおおまかなストーリーとなっている。時代的には中央大陸でヘリック共和国とネオゼネバス帝国が戦っていた頃と推測される（ただし、史実と違ってガイロス帝国も第3勢力として参戦しており、三つ巴の戦いとなっている）。
『ゾイドインフィニティフューザーズ』オリジナルのストーリーモードはアニメ『ゾイドフューザーズ』の世界観に合わせたストーリーに変更されており、主にGCゲーム『ゾイドVS.3』およびGBAゲーム『ZOIDS SAGA FUZORS』の設定やキャラクターがいくつか逆輸入されている。アルマが「アローにはとてもお世話になった」と述べていることから、『ゾイドVS.3』の後の物語となっている。一方で、Xbox 360版の『ゾイドインフィニティEX NEO』は再び三国間の戦争を描いたアーケード版のストーリーと同じ展開にされている。

## 登場キャラクター

### アーケード版
カノン（声：田村ゆかり）
古代ゾイド人の少女。ゾイドと心を通わせ、ゾイドの傷を癒す不思議な能力を持つ。主な乗機はブレードライガーミラージュ、ムラサメライガー。
チャクト（声：檜山修之）
主人公と同時期に入隊した自称世界最強のゾイド乗り。所属する国家によって様々なゾイドに乗るが、彼のイメージ機体はエナジーライガー。
ザルカ（声：郷里大輔）
ニカイドス島に住むゾイド研究者。元々はゾイドの修理を行っていたが、ある日突然兵器の研究に目覚める。完全なオーガノイドシステムのインターフェイスを搭載した白いデススティンガーを持つ。

### ゾイドインフィニティフューザーズ
ランス（声：山口隆行）
ゲームオリジナルのストーリーモードの主人公。『ゾイドVS.3』の主人公だったアローの生き別れの弟で、本当の家族の記憶がない幼い頃に開拓団に引き取られて育てられていた。Ziファイターになることを夢見ていたが、アローの紹介を受けたZOITEC社の令嬢アルマのスカウトを受け、彼女が設立してリーダーを務めるチーム・ゾディアックに入った。
他にもノーマルモードおよびキャラクターモードでは、他のアニメシリーズやゲームシリーズに登場したキャラクターが自機パイロットとして選択できたり、あるいはNPCの対戦相手として出現する。シナリオモードでは基本的にゲームオリジナルキャラ達との対戦になるが、中にはバトルストーリーに出てきたゾイドパイロットが名前のみで登場することもある。

## 登場ゾイド

### 基本ゾイド
最初から選択可能。
- ゴジュラス
- コマンドウルフ
- シールドライガー
- ライガーゼロ
- ライガーゼロフェニックス
- アイアンコング
- セイバータイガー
- レッドホーン
- ジェノザウラー
- バーサークフューラー

### 二次乗り換えゾイド
アイテム取得で追加。准尉以上で選択可能。
- ゴジュラス・ジ・オーガ
- ブレードライガー
- ディバイソン
- ケーニッヒウルフ
- ライガーゼロシュナイダー
- ライガーゼロイエーガー
- ライガーゼロパンツァー
- ライガーゼロファルコン
- アイアンコングＰＫ
- ジェノブレイカー
- バーサークフューラーシュトゥルム
- バスターフューラー
- ダークスパイナー
- レイズタイガー
- ブラストルタイガー
- ムラサメライガー

### 三次乗り換えゾイド
アイテム取得で追加。少佐以上で選択可能。
- ゴジュラスギガ
- マトリクスドラゴン
- 凱龍輝
- ライトニングサイクス
- ライガーゼロイクス
- ロードゲイル
- ハヤテライガー

### 四次乗り換えゾイド
アイテム取得で追加。准将以上で選択可能。
- エナジーライガー

### NPC専用ゾイド
- デススティンガー
- ウルトラザウルス
- デスザウラー
- セイスモサウルス

### 『ゾイドインフィニティフューザーズ』初登場ゾイド
- ゴジュラスギガ（治安局仕様）
- アロザウラー（治安局仕様）
- シンカー（治安局仕様）
- ボルドガルド
- ブラキオレックス
- キメラドラゴン
- グラビティーウルフ
- グラビティーサイクス
- グラビティーザウラー
- インフィニティレオ

### 『ゾイドインフィニティEX NEO』初登場ゾイド
- ライガーブルーソウガ
- バイオティラノ